# Marjino (Chochłowskoje)
Marjino (ros. Марьино) – wieś (ros. деревня, trb. dieriewnia) w zachodniej Rosji, w osiedlu wiejskim Chochłowskoje rejonu smoleńskiego w obwodzie smoleńskim.

## Geografia
Miejscowość położona jest nad rzeką Jefimja, 2,5 km od drogi federalnej R135 (Smoleńsk – Krasnyj – Gusino), 5 km od drogi federalnej R120 (Orzeł – Briańsk – Smoleńsk – Witebsk), 15 km od drogi magistralnej M1 «Białoruś», 2,5 km od centrum administracyjnego osiedla wiejskiego (Chochłowo), 16,5 km od Smoleńska, 7,5 km od najbliższej stacji kolejowej (Gniezdowo).

## Demografia
W 2010 r. miejscowości nikt nie zamieszkiwał.